# Паранормальный Веллингтон
«Паранормальный Веллингтон» (англ. Wellington Paranormal) — новозеландский комедийный телевизионный сериал в жанре ужасов. Сериал был создан Тайкой Вайтити и Джемейном Клементом, которые написали, срежиссировали и играли в фильме «Реальные упыри». В этот раз Вайтити и Клемент работают исполнительными продюсерами сериала, а Клемент является режиссёром четырёх из шести эпизодов. Премьера состоялась 11 июля 2018 года на канале TVNZ 2. Этот сериал является спин-оффом фильма 2014 года «Реальные упыри», и его главные герои — офицеры Миноуг и О’Лири — впервые появились в фильме в виде пары нелюбопытных полицейских.

## В ролях
- Майк Миноуг[англ.] — офицер Кайл Миноуг
- Карен О’Лири[англ.] — офицер О’Лири
- Маака Похату[англ.] — сержант Маака
- Томас Сэйнсбери — констебль Паркер

## Производство
Карен О’Лири и Майк Миноуг закончили тем, что сыграли персонажей по имени О’Лири и Миноуг в оригинальном фильме, потому что режиссер Джемейн Клемент не придумал имён для своих персонажей, и когда Карен О’Лири встретила его на съемочной площадке, он спросил её как её персонаж должен называться. Он решил, что её настоящая фамилия звучит вполне «по-полицейски», поэтому они решили использовать её, а также решили использовать фамилию Майка Миноуга.
Показатели вещания были одинаково впечатляющими. Нильсен сообщает, что первые пять эпизодов шоу привлекли в среднем 223 600 зрителей старше пяти лет, что примерно на 33 % больше, чем повторы «Теории Большого взрыва», которые занимали место в вечернем эфире по средам в 8:30 вечера в предыдущие пять недель. Процентное увеличение было еще больше в ключевых демографических показателях от 18 до 49 лет, со средней аудиторией в 110 400 человек, что на 40 % больше, чем в «Теории Большого взрыва».
«New Zealand on Air» объявила о том, что будет второй сезон сериала, который посвящен расследованию сверхъестественных событий. 5,09 миллиона долларов будет потрачено на следующий сезон знаменитого сериала комедийных ужасов.

## Эпизоды
| № в сезоне | Название                     | Режиссёр        | Автор сценария              | Дата премьеры   |
| --- | ---------------------------- | --------------- | --------------------------- | --------------- |
| 1 | «Девушка-демон»              | Джемейн Клемент | Джемейн Клемент и Пол Йейтс | 11 июля 2018    |
| Веллингтонские полицейские Миноуг и О'Лири сталкиваются с молодой девушкой, которую рвёт фонтаном в торговом центре, и та утверждает, что она Базуал из Царства Тьмы. Девушку забирают в отделение и сажают в камеру для допросов, где она начинает по-паучьи взбираться на стены, и убегает. Сержант Маака вербует Миноуг и О'Лири в свой паранормальный отдел и поручает им исследовать странные явления в Веллингтоне и в окрестностях. Они преследуют Базуала, пока тот вселяется то в одного человека, то в другого. Миноуг и О'Лири в итоге проводят обряд экзорцизма, чтобы не дать демону открыть свою адскую пасть и вызвать Фонтан огня и реки крови.    |                              |                 |                             |                 |
| 2 | «Круги и полицейские»        | Джемейн Клемент | Мелани Брейсвелл            | 18 июля 2018    |
| Сержант Маака отправляет Миноуг и О'Лири в деревню, чтобы расследовать инцидент, — корова оказалась на вершине высокого дерева, и он подозревает, что ответственность за это несут инопланетяне. Офицеры разговаривают с фермером и его странно похожими членами семьи и находят круги на полях и странные стручки. С наступлением ночи полицию преследуют внеземные формы жизни, похожие на растения, но им удается запереть их в сарае. Когда они рассказывают о событиях ночи съемочной группе, их инопланетные клоны покидают сарай и улетают на летающей тарелке.                                                                                             |                              |                 |                             |                 |
| 3 | «То, что шумит во тьме»      | Джеки ван Бик   | Ник Уорд                    | 25 июля 2018    |
| Миноуг и О'Лири получают жалобу на шум в Хандалле, где они находят что-то вроде тематической вечеринки 1970-х годов в полном разгаре. Когда О'Лири отключает проигрыватель, участники вечеринки исчезают. Сержант Маака подозревает, что призраки несут ответственность, и просит медиума Хлою Паттерсон связаться с ними. Офицеры сталкиваются с серией призраков в доме, которые, как они обнаруживают, являются призраками людей, которые погибли на вечеринке, проведенной Рэймондом Сент-Джоном, известным как «королём вечеринок» 70-х годов. Они убеждают Сент-Джона, который овладел Паттерсон, освободить ее и позволить своим гостям наконец упокоиться. |                              |                 |                             |                 |
| 4 | «Волчица с улицы Куримарама» | Джеки ван Бик   | Джессика Хансвелл           | 1 августа 2018  |
| Доставщик пиццы утверждает, что на него напали «собака в джинсах». Миноуг и О'Лири идут по следам разрушения и пропажи домашних животных дезориентированной молодой женщины по имени Шина. Когда они отвезут ее домой, откроется полная луна, и Шина превратится в оборотня. Когда Шина возвращается в человеческий облик, она понимает, что ее бывший парень, Дион (один из стаи оборотней из «Реальных упырей»), сделал её ликантропом. |                              |                 |                             |                 |
| 5 | «Обычная ночь»               | Джемейн Клемент | Сэм Смит                    | 8 августа 2018  |
| Миноуг и О'Лири сталкиваются с серией таинственных событий: самопроизвольно парящий пакет, очевидные кражи пакетов с кровью из больницы Веллингтона, странные жертвенные ритуалы в парке Веллингтона и отряд злых клоунов в очень маленькой машине. Помимо отряда злых клоунов, общим базовым элементом событий является Ник (начинающий вампир из «Реальных упырей», который продает украденную кровь со своей работы в Веллингтонской больнице аккуратнее других местных вампиров. В конечном счете, Ник гипнотизирует полицейских, заставляя забыть, что все это когда-либо происходило.                                                                        |                              |                 |                             |                 |
| 6 | «Зомби полицейские»          | Джемейн Клемент | Джемейн Клемент и Пол Йейтс | 15 августа 2018 |
| Двое других сотрудников полиции Веллингтона, Донован и Лаупеп, укушены зомби в полицейской комнате для допросов и оказываются вне зоны патрулирования, что приводит к череде несчастных случаев до тех пор, пока паранормальное подразделение не узнает о ситуации и не предпримает шаги по поиску заблудших офицеров, которые тем временем укусили продавщицу фастфуда и водителя. К счастью, зомби оказались подвержены контролю радиоволн и вскоре вернулись в безопасное место для своих коллег. |                              |                 |                             |                 |